# Dolores Lipuš
Dolores Lipuš, slovenska pevka zabavne glasbe, * 1. april 1968
Najbolj je znana po pesmi "Vem jokala bom" iz 1991 (avtor Zdenko Kuzman).  
Z glasbo se je začela ukvarjati leta 1989 kot pevka štajerske skupine Amigos. Po razpadu skupine leta 1996 se je odločila za samostojno glasbeno pot pod imenom Dolores.  
Veliko je sodelovala z Brendijem, bila je tudi studijska back vokalistka več slovenskim izvajalcem. 

## Diskografija

### Albumi
- Sreča se nekam je skrila (1998)